# Phosphorfraktion
Der Begriff Phosphorfraktion kommt aus der Bodenkunde und der Hydrologie. Dort beschreibt er die unterschiedlichen Phosphorgruppen und deren Vorkommen im Boden, beziehungsweise im Wasser. Es gibt mehrere Möglichkeiten Phosphorfraktionen zu unterscheiden, dabei werden für Phosphorfraktion in der Literatur häufig unterschiedliche Namen verwendet. Grundsätzlich können die Fraktionen aufgrund theoretischer Überlegungen oder aufgrund messbarer Fraktionen unterschieden werden.
Zu den messbaren Fraktionierungen zählt man beispielsweise folgende Einteilung:
- Gesamtphosphor, die Summe aller Phosphorfraktionen (auch: total phosphorus, TP)

- Gelöster Phosphor, die Summe aller gelösten Phosphorfraktionen (auch: dissolved phosphorus, DP; total soluble phosphorus, TSP)

- Gelöster organischer Phosphor, der organische Anteil des gelösten Phosphors (auch: dissolved organic phosphorus, DOP; soluble organic Phosphorus, SOP)
- Gelöster inorganischer Phosphor, der anorganische Anteil des gelösten Phosphors (auch: dissolved inorganic phosphorus, DIP; soluble inorganic phosphorus, SIP)

- Partikulärer Phosphor, an Partikel (z. B. Sediment) gebundener Phosphor (auch: particulate phosphorus, PP)

Jede dieser Fraktionen lässt sich mithilfe verschiedener chemischer Analysen ermitteln. Außerdem bestehen folgende mathematische Zusammenhänge zwischen den Fraktionen:
- TP = TSP + PP
- TSP = SOP + SIP

Allerdings kann es durch die einfache mathematische Berechnung zu gewissen Unter- oder Überschätzungen einzelner Phosphorfraktionen kommen. Trotzdem kann diese mathematische Annäherung zumindest einen ersten Anhaltspunkt bieten.
Zu den theoretischen Fraktionierungen zählt man folgende Einteilung:
- Anorganisches Phosphat ist jener Anteil, der in primären Phosphormineralien (z. B.: Apatit), in sekundären Phosphormineralien (Fe-, Al- oder Ca-Mineralien) oder adsorbiert an Fe- und Al-Hydroxiden vorliegt.
- Gelöstes Phosphat ist jener Anteil der in gelöster Form in der Bodenlösung als H2PO4− oder als HPO42− vorliegt. Gelöstes Phosphat ist direkt pflanzenverfügbar.
- Organisches Phosphat ist ein Sammelbegriff für alle weiteren organischen Verbindungen mit Phosphoranteilen die im Boden vorliegen. Dies schließt Phosphor im Humus, an organische Moleküle adsorbierten Phosphor, mikrobiellen Phosphor und Phosphor in Pflanzenrückständen mit ein.

## Pflanzenverfügbarer Phosphor
Aufgrund der unterschiedlichen chemischen und biologischen Eigenschaften jeder Fraktion ist es möglich, durch Kenntnis der Vorkommen dieser Fraktionen auf gewisse Eigenschaften der Böden zu schließen. Dazu zählt vor allem die Produktivität des untersuchten Bodens. Von besonderer Bedeutung ist hierbei die Fraktion des pflanzenverfügbaren Phosphors. Alle anderen Phosphorfraktionen stehen zwar zueinander in einem dynamischen Gleichgewicht und sind somit austauschbar, aber da dieser Austausch ausgesprochen langsam stattfindet und eine Gesamtanalyse des Bodenphosphors sehr aufwendig ist, wird in den meisten Fällen nur der pflanzenverfügbare Phosphor bestimmt.
Grundsätzlich ist gelöstes Phosphat, das in der Form von H2PO4− oder als HPO42− vorliegt direkt pflanzenverfügbar. Pflanzen können aber über komplexe Mechanismen direkt zur Mobilisierung von Phosphor aus anderen Fraktionen (speziell aus dem labilen Phosphor) beitragen, wodurch eine einfache Wasserextraktion nicht aussagekräftig wäre. Außerdem kann das Vorhandensein von anderen Bodenbestandteilen die Extraktionen beeinflussen. Um diesen Umständen Rechnung zu tragen, wurden verschiedene Extraktionsverfahren zur Bestimmung des pflanzenverfügbaren Phosphors entwickelt. Der Calcium-Acetat-Lactat-Auszug (CAL-Methode) nach Schüller wird traditionell in Österreich, der Schweiz und Deutschland verwendet. In England, wo einige der am längsten durchgehend vermessenen Versuchsfelder sind, und den USA wird vorwiegend die Mehlich-3 und Bray-Extraktion verwendet. Auch der Test nach Olsen (Extraktion mit Natrium-Hydrogencarbonat) wird angewendet. Problematisch ist dabei die Vergleichbarkeit dieser Fraktionen zueinander.  Je nach verwendeten Extraktionsmitteln werden unterschiedliche Bestandteile gelöst und somit dem pflanzenverfügbaren Anteil zugerechnet. Abhängig von der Fragestellung, den vermessenen Böden oder den Pflanzen die für einen Anbau in Betracht gezogen werden, können die einzelnen Analysemethoden aussagekräftige Schlussfolgerungen zulassen. 
Über ganze Kaskaden von Extraktionen die unterschiedliche Anteile lösen kann der Gesamtphosphor in Löslichkeitsfraktionen eingeteilt werden. Üblich ist hierbei die Einteilung in lösliches Phosphat, labiles Phosphat und stabil gebundenes Phosphat.